# Риф (форт)
Форт «Риф» (батарея «Риф», батарея «Александровская», форт Зиновьева, форт литер «Р», форт «Комсомольский») — форт Кронштадтской крепости, расположенный на западной оконечности острова Котлин. Построен в 1909—1912 годы на месте инженерного полигона, затем неоднократно усиливался и реконструировался. Использовался по прямому назначению до 1973 года, затем на территории форта располагались склады и узел связи Лен. ВМБ. С 2001 года объект культурного наследия федерального значения.

### Предыстория

#### События Северной войны
В ходе Северной войны на месте будущего форта в кампании 1704 и 1705 годов произошло несколько сражений с шведскими десантами. Солдатами полка Федота Семеновича Толбухина здесь были заблаговременно построены две земляные батареи. Наиболее кровопролитный бой произошел 14 июля 1705 года, когда шведы потеряли до 400 человек убитыми.
По итогам кампаний 1704 и 1705 годов руководивший обороной в районе Котлина вице-адмирал Корнелиус Крюйс предложил построить в западной части Котлина сильное укрепление, чтобы иметь прочную опору для действий своих войск на острове. Таким укреплением стала небольшая крепость св. Александра, построенная в 1706 году. Впоследствии за этим укреплением закрепилось название «Александр-шанец».

#### Шанец св. Екатерины
Часть Кронштадтской косы к западу от Александра-шанца долгое время оставалась не укрепленной. Но в 1788 году в связи с началом очередной войны со Швецией здесь под руководством инженер-подполковника Прево де Лумилиана были построены несколько полевых укреплений. Сильнейшим из них стал шанец св. Екатерины. Шанец имел в плане пятиугольную форму и вооружался 10 пушками. Располагался он примерно в 300 метрах к западу от нынешнего форта «Риф», где сейчас находится отмель. К востоку от шанца св. Екатерины, примерно на месте построенных позже опытных построек, возвели редут св. Петра. Эти укрепления существовали на протяжении около 13 лет и были срыты по указу императора Павла I в 1801 году. С этого времени укоренилось мнение, что сильно выдвинутые вперед слабые укрепления вредны для обороны, так как противник может легко их захватить и использовать в качестве плацдарма.

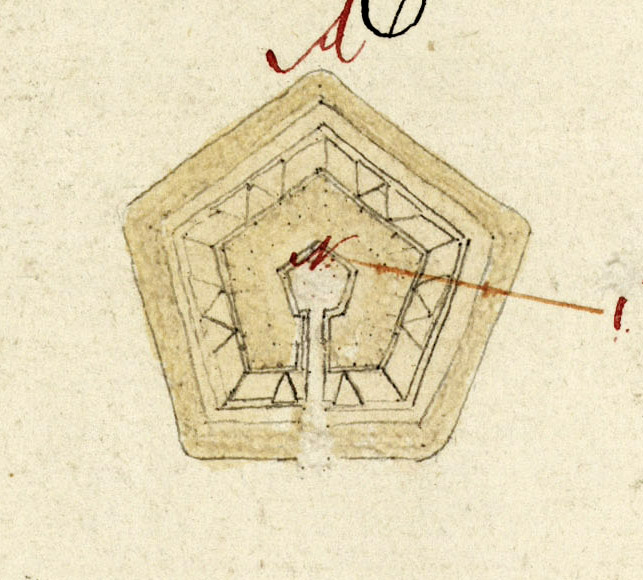
Шанец св. Екатерины

#### Инженерный полигон
В 1880-е годы в связи с появлением т. н. фугасных снарядов в долговременной фортификации назрел переход к бетону на основе портландцемента. С целью определения конструктивных особенностей и защитных свойств бетонных сооружений Военное ведомство Российской империи решило провести стрельбы по опытным постройкам. Местом была определена западная оконечность Котлина, получившая к тому времени устойчивое наименование риф Кронштадтской косы.
Строительные работы начались в 1889 году, ими руководил военный инженер Владимир Александрович Кухарский, с осени 1892 года — военный инженер Леонид Петрович Капица. Активный период строительства опытных сооружений продолжался до 1897 года включительно. За девять лет на полигоне был возведен комплекс опытных сооружений, включающий в себя разнообразные типы казематов, галерей, траверсов, броневых закрытий и т. п. Здесь было построено четыре скрывающиеся броневых башни, одна из которых, «гидравлическая», в сильно реконструированном виде сохранилась до наших дней.
Стрельбы по опытным постройкам начались в 1890 году. Наиболее активный период опытов продолжался до 1894 года включительно, после чего интенсивность испытаний значительно снизилась.
Опыты на рифе Кронштадтской косы стали важнейшей главой в развитии отечественной долговременной фортификации, а сохранившиеся до наших дней опытные постройки теперь являются ценнейшим памятником отечественного военно-инженерного дела.

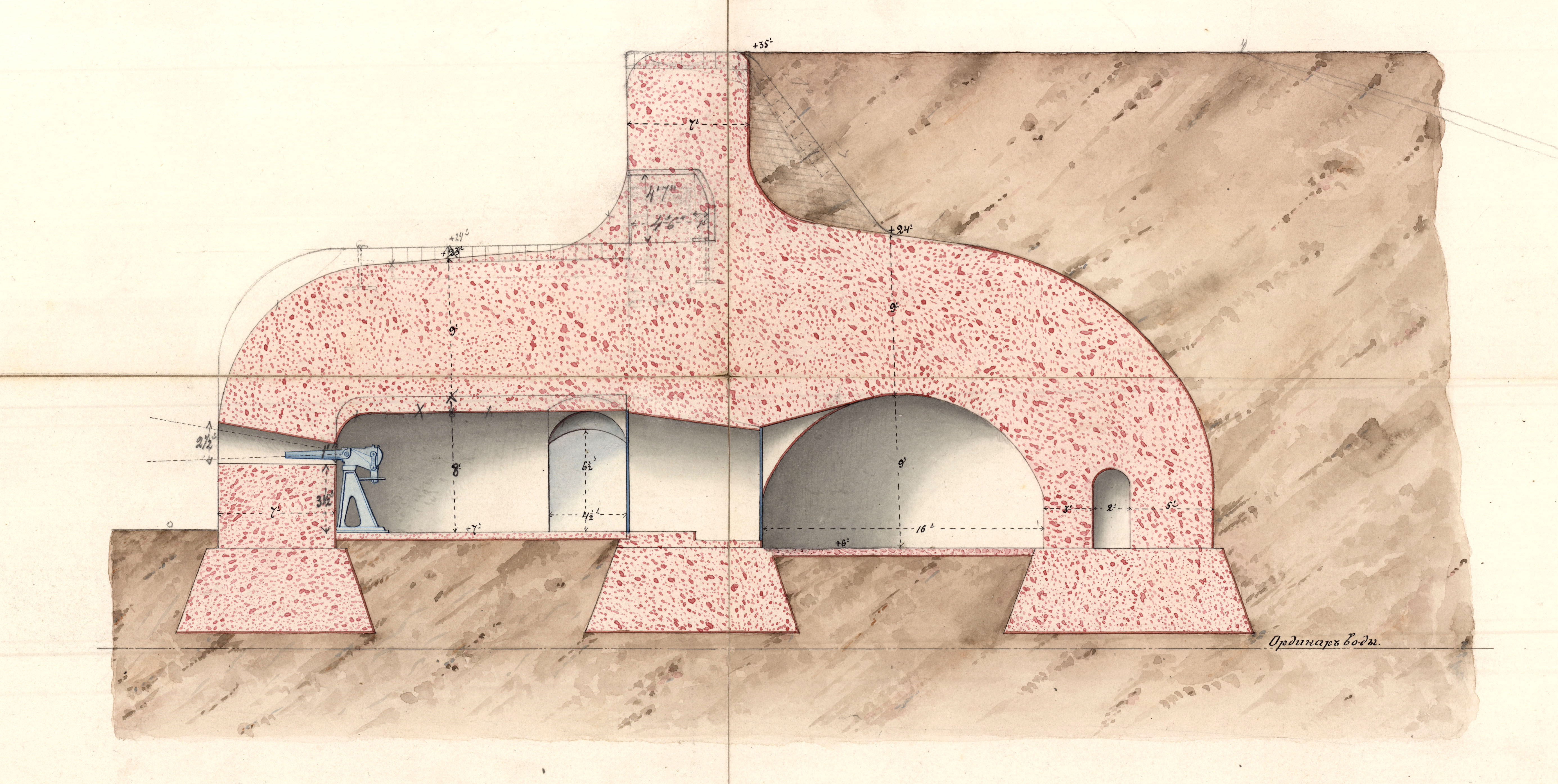
Чертеж опытной постройки на Инженерном полигоне рифа Кронштадтской косы

#### Временная батарея на восемь 9-дм. мортир
В связи с началом Русско-японской войны в 1904 году на территории полигона силами Кронштадтского крепостного инженерного управления возвели временную батарею на восемь 9-дм. мортир. Орудия располагались в одну линию вдоль северного берега косы. В северном валу построили несколько блиндажей и четыре бетонных каземата. В 1905 году на батарее осуществили ряд мер по защите личного состава от поражения осколками и взрывной волной. Батарея просуществовала шесть лет, после чего ее упразднили в связи с началом строительства форта. Все временные конструкции полностью срыли, но четыре бетонные каземата сохранились до наших дней.

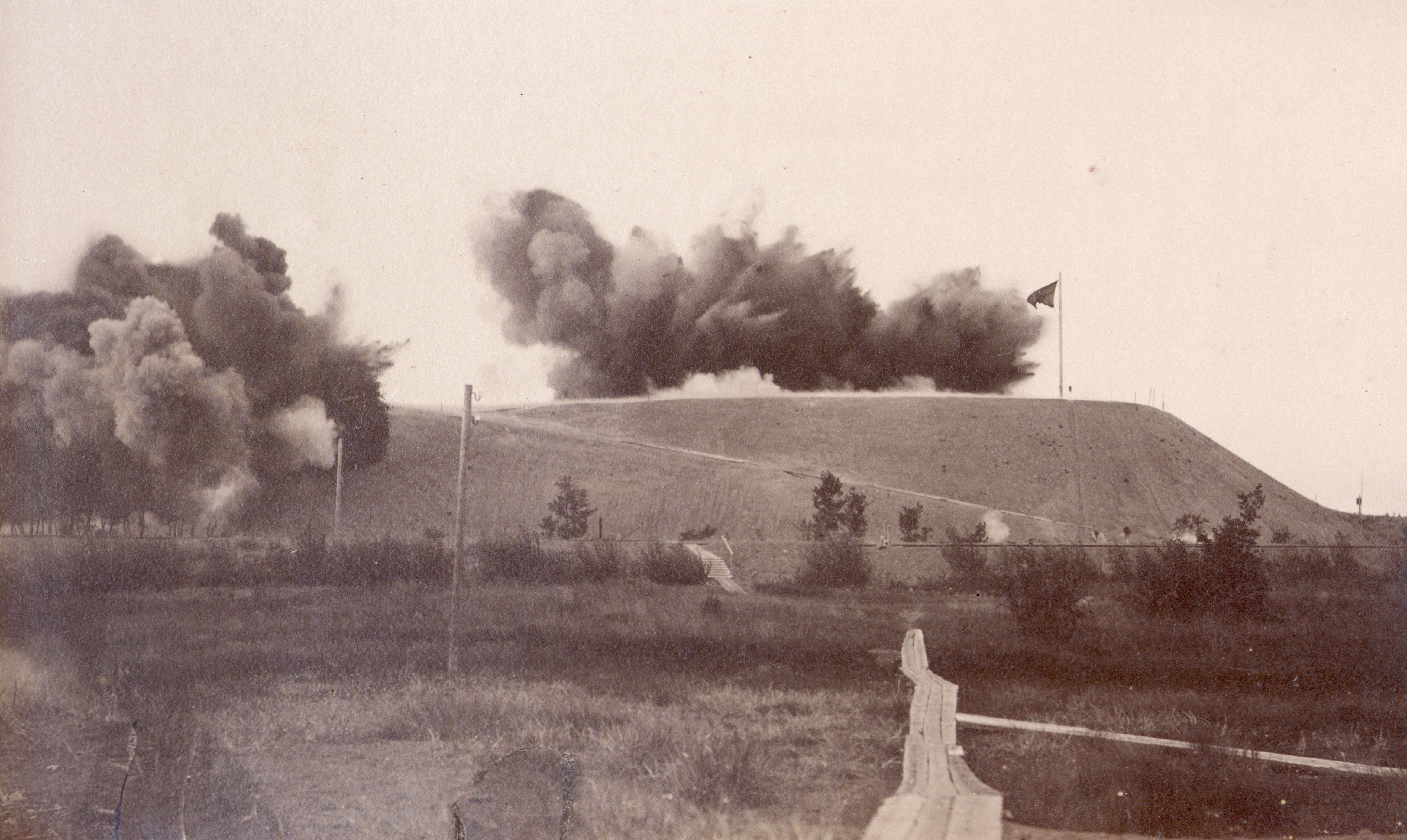
Обстрел опытных построек. Фото 1894 г.

### Строительство форта
В 1909 году с учетом опыта Русско-японской войны комиссией под председательством главного начальника Кронштадта генерал-лейтенанта Леонида Константиновича Артамонова был разработан новый план усиления Кронштадтской крепости. Согласно этому плану главнейшими укреплениями крепости становились новые форты «Красная Горка» и «Ино». Третьим ключевым опорным пунктом стал форт «Риф», расположенный на западной оконечности острова Котлин (распространенное ныне наименование укрепления «форт Риф» укоренилось только после 1917 года, но до этого укрепление именовалось в документах почти исключительно термином «батарея»).
В связи с постройкой форта, инженерный полигон упразднили, а сохранившиеся на нем опытные сооружения были отремонтированы, частично реконструированы и вошли в состав нового укрепления. Форт «Риф» строился по нескольким проектам, последовательно дополнявшим друг друга. Первый проект форта в августе и сентябре 1909 года разработал военный инженер подполковник Баранов, следующие два (в феврале и июле 1910 года) — военный инженер полковник Савримович.
Основу форта составили три тактические батареи: в центре располагалась одна батарея на четыре 10-дм. пушки на лафетах Дурляхера, а по сторонам от нее — еще по одной батарее на четыре 6-дм. пушки Канэ каждая. На форту построили две бетонные казармы (офицерскую и для нижних чинов). С фронта и флангов форт окружили бетонной эскарпной стеной высотой до 3,5 м над ординаром. На флангах форта устроили открытые площадки для противоштурмовых 3-дм. пушек и пулеметов. В составе форта имелись также четыре бетонных колодца для подъемных вышек прожекторов, еще по одному прожектору расположили на обоих флангах, эти прожекторы хранились в убежищах и выкатывались на боевые позиции по участкам узкоколейной дороги. На территории форта построили три (по одному для каждой тактической батареи) индикаторных павильона с броневыми крышами для приборов горизонтально-базных дальномеров.
Строительство форта началось в августе 1909 года и завершилось в конце 1912 года. 19 июля 1910 года строительство форта посетил император Николай II.
В годы Первой мировой войны на форту построили три бетонных поста для оптических дальномеров, а также групповой командный пункт.
Согласно высочайшему повелению от 27 декабря 1911 года, батарея «Риф» была переименована в «Александровскую», в честь императора Александра III. После Февральской революции 13 апреля 1917 года батарее вернули прежнее наименование — «Риф».

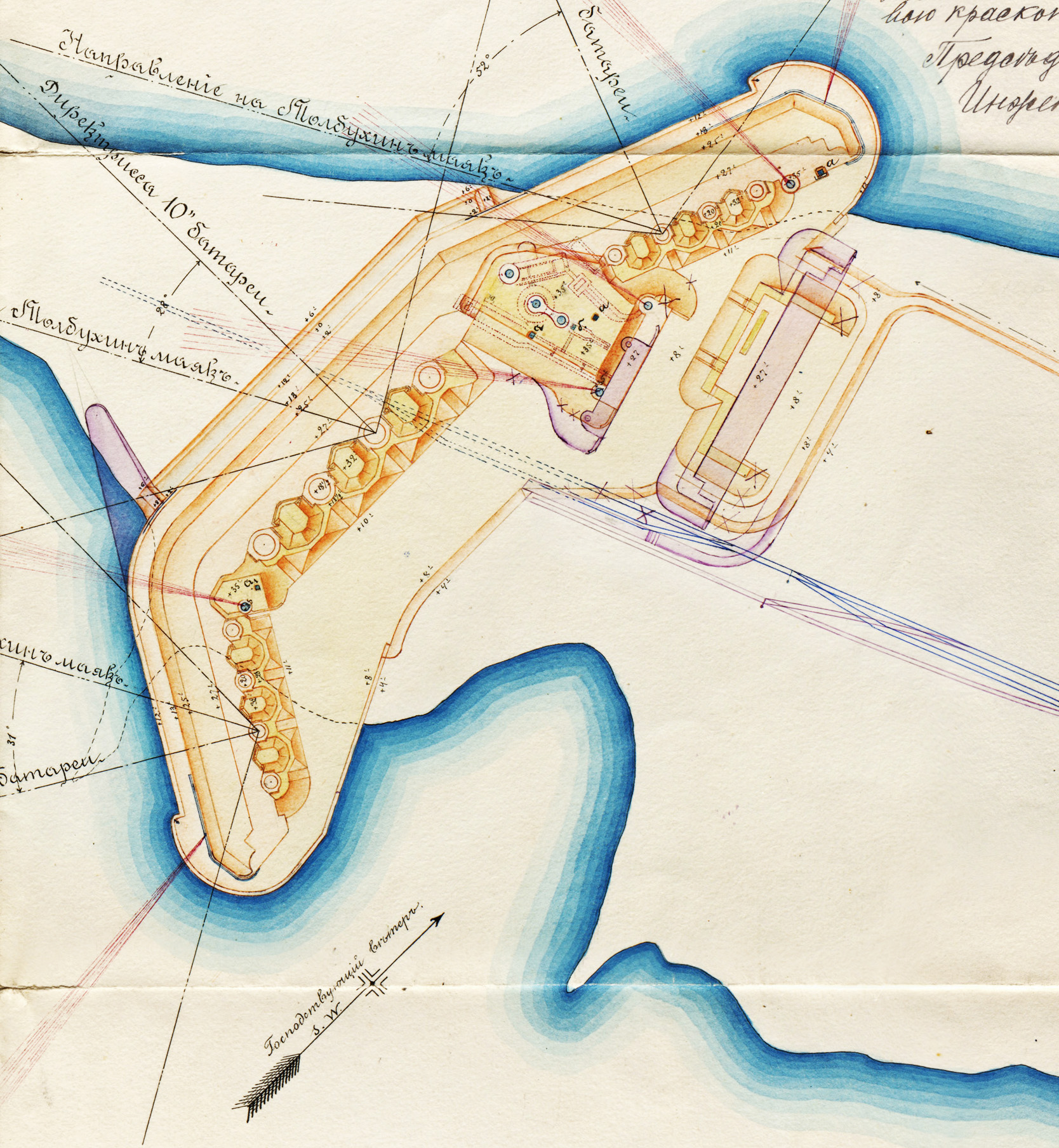
План батареи «Риф» 1910 г.

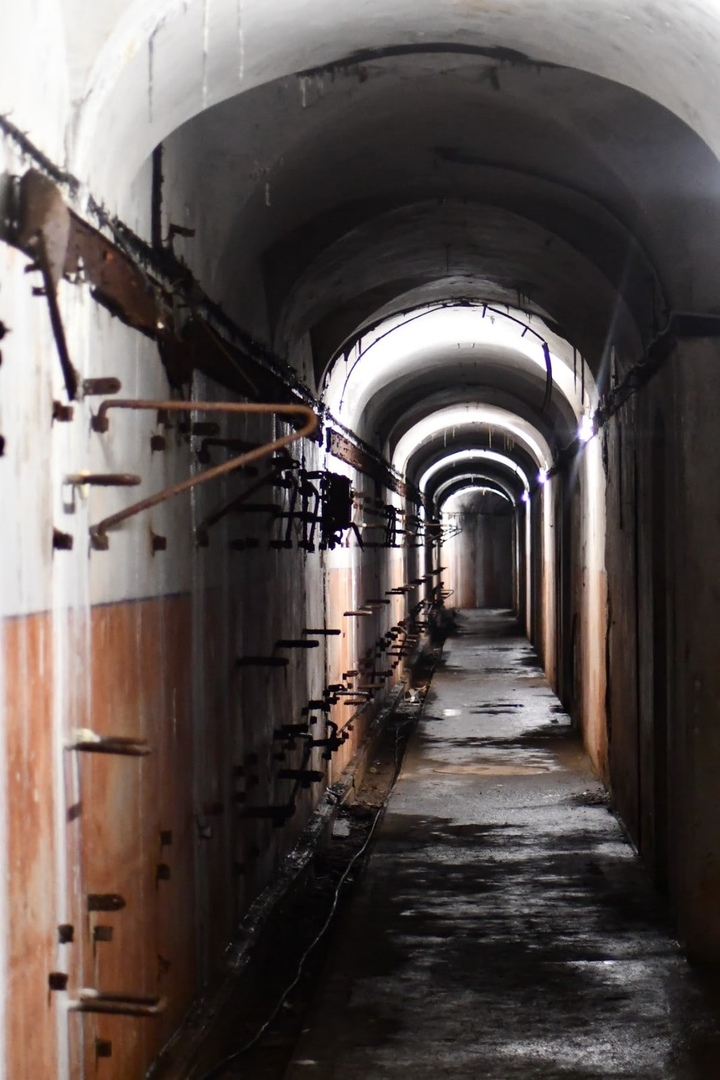
Подземные галереи форта «Риф»

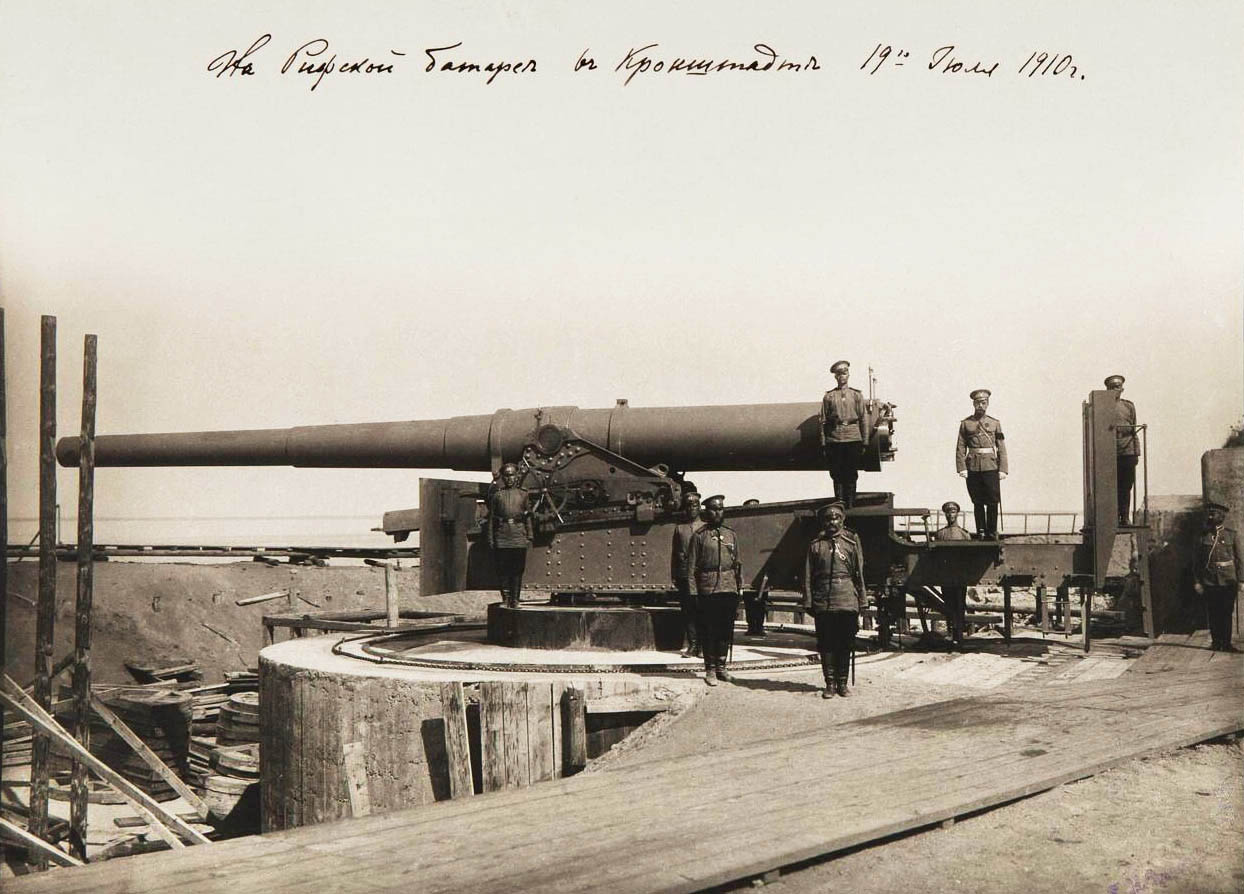
Посещение батареи «Риф» императором Николаем II. 1910 г.

### Советский период
В советское время форт несколько раз менял свое наименование. 24 ноября 1924 года он получил наименование — форт «Зиновьева», в честь одного из руководителей Ленинграда Г. Е. Зиновьева. Затем в 1926 году его наименование было изменено на литеру «Р», а с 21 января 1933 года форт именовался «Комсомольским».
В ночь с 17 на 18 августа 1919 года орудия форта приняли участие в отражении нападения английских торпедных катеров во время знаменитой «Кронштадтской побудки». По противнику вели огонь 6-дм. и 76-мм пушки форта.
В марте 1921 года форт участвовал в Кронштадтском восстании. Вечером 17 марта основная часть гарнизона форта ушла по льду залива в Финляндию. На форту осталась небольшая команда артиллеристов для прикрытия отхода основных сил, которая оставила форт ночью. Всего в Финляндию ушло около 8 тысяч человек, бо́льшая их часть покидала остров с рифа.
В 1932 году на территории форта построили три пулеметных ДОТа, обеспечивших круговую оборону укрепления. В 1938 и 1939 годы на флангах форта построили по одной батарее на четыре 45-мм пушки 21-К.
После того, как осенью 1941 года окончательно установились фронты, форт «Комсомольский» оказался на большом удалении от противников. Поэтому в зиму с 1941 на 1942 год два его 10-дм. орудия были перемещены в центральную часть острова Котлин, в районе Немецкого кладбища. Здесь для них были построены два бетонных основания. Новая батарея получила № 665. Она вела огонь по немцам в районе Петергофа и Стрельны. В начале 1944 года орудия приняли участие в операции «Январский гром» по окончательному снятию блокады Ленинграда.

Командир батареи капитан Айлоян. Май 1942 г.

После войны 10-дм. и 6-дм. орудия форта были сняты с вооружения. В 1950 году на центральной батарее форта установили четыре 130-мм пушки Б-13. При этом бывшая 10-дм. батарея получила новые кольцевые дворики. Новая батарея получила № 235. Ее командный пункт разместили в северной части бывшей казармы нижних чинов, при этом на покрытии казармы возвели железобетонную вышку для радиолокационной станции (РЛС). Батарея № 235 была упразднена в 1973 году, после чего форт уже не использовался по прямому назначению.
В последующие годы здесь располагались склады и 547-й узел связи Лен ВМБ.

### Современность
В 1990-е и 2000-е годы форт периодически оставлялся военными, но затем вновь занимался. Окончательно Вооружённые силы покинули объект в 2014 году. В последующие три года форт находился в заброшенном состоянии и подвергался вандализму, в результате чего были утрачены многие аутентичные элементы, в частности бронированные двери и ставни.
С мая 2017 года форт передан в долгосрочную аренду компании ООО «НАФ». Арендатором были начаты работы по созданию на территории форта культурно-рекреационного комплекса. В 2020 году объект был открыт для посещения. Согласно концепции развития, на базе форта создаётся военно-исторический музей, призванный отразить различные этапы его истории — от петровских времён до наших дней. Планами предусмотрено восстановление части сооружений и экспонатов. В рамках музейной деятельности был запущен интерактивный выставочный проект «Нас бросала молодость на кронштадтский лед…», посвящённый событиям Кронштадтского восстания 1921 года.
Форт «Риф» является одним из объектов Всемирного наследия ЮНЕСКО в составе «Исторического центра Санкт-Петербурга и связанных с ним групп памятников».